# 大阪市立自然史博物館
大阪市立自然史博物館（おおさかしりつしぜんしはくぶつかん）是位于大阪市长居公园东住吉区的自然历史博物馆。

## 历史
现在博物馆位于长居公园内开馆了的是在1974年（昭和49年）4月，但是其前身旧自然科学博物馆是1950年（昭和25年）11月大阪市立美术馆内开设的。1957年（昭和32年）至1973年（昭和48年）到大阪市西区元韧小学校舍改造的建筑物开馆。“大阪市立自然史博物馆”的名称是转移到长居公园以后才命名的，在2001年4月的特别展览“50周年的欧洲！标本集合！！～自然史博物馆举办的步伐～」。对外的博物馆的创立年于1950年
第一代馆长为动物的生态学者筒井嘉隆，他的儿子是作家筒井康隆。

## 设施
- 第1～4展示室
- 特別展示室
- 新人教育厅
- 画廊
- 自然馆

## 学艺员构成
- 动物研究室3名（海鱼类、鱼类、鸟类各1人）
- 昆虫研究室3名（鳞翅目、甲虫眼睛·膜翅目各1人）
- 植物研究室3名（种子植物2名·菌类1名）
- 地史研究室3名（哺乳动物化石·扩散昆虫化石·植物化石各1人）
- 第四纪研究室3名（贝化石1名·地层学2名）